# Whitechapel (Band)
Whitechapel ist eine US-amerikanische Metal-Band aus Knoxville, Tennessee.

## Geschichte

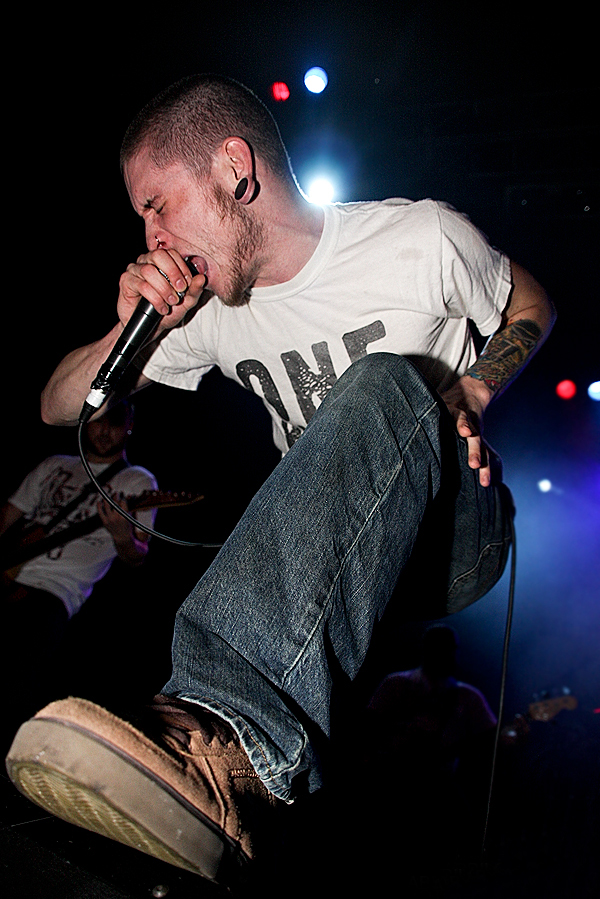
Sänger Phil Bozeman

Die Band wurde im Februar 2006 von Phil Bozeman, Brandon Cagle und Ben Savage gegründet. Bald stießen Gitarrist Alex Wade, Bassist Gabe Crisp und Schlagzeuger Derek Martin dazu und im März 2006 wurden erste Demos aufgenommen. 2007 unterschrieben Whitechapel Plattenverträge bei den Labels Siege of Amida Records in Großbritannien und Candlelight Records in Nordamerika, wo dann im Juni desselben Jahres das Debütalbum The Somatic Defilement (mit Kevin Lane als Schlagzeuger) veröffentlicht wurde. Seit Oktober 2007 steht die Band bei Metal Blade Records unter Vertrag. Dort wurde im Juli 2008 das zweite Studioalbum This Is Exile, von dem in der ersten Woche 5900 Kopien verkauft wurden, veröffentlicht. Es erreichte Platz 118 der Billboard Top 200. Es wurden Musikvideos zu This Is Exile, Eternal Refuge und Possession gedreht.
Im Mai 2008 waren Whitechapel auf der Summer Slaughter Tour und im August 2008 begannen sie mit Impending Doom, A Different Breed of Killer und Through the Eyes of the Dead ihre erste Tour als Headliner. Außerdem waren sie mit Unearth und Parkway Drive auf der Never-Say-Die!-Tour 2008. Ihr drittes Album A New Era of Corruption erschien am 8. Juni 2010. Ein erstes Lied des Albums, The Darkest Day of Man, wurde am 12. April 2010 auf ihrer Myspace-Seite veröffentlicht. Die Band spielte bei den Festivals Rock am Ring und Rock im Park mit vielen anderen Bands wie Slayer und Rammstein. Im Herbst 2010 war man als Support mit Job for a Cowboy in Europa auf Tour. Am 9. August 2017 gab Ben Harclerode via Twitter den Ausstieg aus der Band bekannt.

## Bandname
Der Name ist vom Londoner Stadtviertel Whitechapel abgeleitet. In diesem Viertel hat Jack the Ripper bis auf eines alle seine Opfer brutal getötet und verstümmelt. Ihr erstes Album mit dem Titel The Somatic Defilement widmeten sie voll und ganz dem Serienmörder. 

## Stil
Whitechapel spielten auf den ersten beiden Alben eine stark vom Deathgrind beeinflusste Form des Deathcores, sodass es schwer fiel, zwischen diesen beiden Genres zu unterscheiden. Seit dem Album A New Era of Corruption (2010) entfernte sich die Band vom Deathcore und ging mehr in Richtung des modernen Death Metal. Mittlerweile ist ihre Musik aber wieder dem Deathcore zuzuschreiben, was durch das Album The Valley (2019) bestätigt wird.

## Diskografie

### Studioalben
| Jahr | Titel Musiklabel                            | Höchstplatzierung, Gesamtwochen, AuszeichnungChartplatzierungen (Jahr, Titel, Musiklabel, Platzierungen, Wochen, Auszeichnungen, Anmerkungen) | Höchstplatzierung, Gesamtwochen, AuszeichnungChartplatzierungen (Jahr, Titel, Musiklabel, Platzierungen, Wochen, Auszeichnungen, Anmerkungen) | Höchstplatzierung, Gesamtwochen, AuszeichnungChartplatzierungen (Jahr, Titel, Musiklabel, Platzierungen, Wochen, Auszeichnungen, Anmerkungen) | Höchstplatzierung, Gesamtwochen, AuszeichnungChartplatzierungen (Jahr, Titel, Musiklabel, Platzierungen, Wochen, Auszeichnungen, Anmerkungen) | Anmerkungen                                                                      |
| Jahr | Titel Musiklabel                            | DE | AT | CH | US | Anmerkungen                                                                      |
| ---- | ------------------------------------------- | --- | --- | --- | --- | -------------------------------------------------------------------------------- |
| 2007 | The Somatic Defilement Candlelight Records  | — | — | — | — | Erstveröffentlichung: 31. Juli 2007 Wiederveröffentlichung 2013 über Metal Blade |
| 2008 | This Is Exile Metal Blade Records           | — | — | — | US118 (2 Wo.)US | Erstveröffentlichung: 8. Juli 2008                                               |
| 2010 | A New Era of Corruption Metal Blade Records | — | — | — | US43 (2 Wo.)US | Erstveröffentlichung: 8. Juni 2010                                               |
| 2012 | Whitechapel Metal Blade Records             | — | — | — | US47 (2 Wo.)US | Erstveröffentlichung: 19. Juni 2012                                              |
| 2014 | Our Endless War Metal Blade Records         | DE50 (1 Wo.)DE | AT72 (1 Wo.)AT | — | US10 (2 Wo.)US | Erstveröffentlichung: 29. April 2014                                             |
| 2016 | Mark of the Blade Metal Blade Records       | DE16 (1 Wo.)DE | AT36 (1 Wo.)AT | CH64 (1 Wo.)CH | US72 (1 Wo.)US | Erstveröffentlichung: 24. Juni 2016                                              |
| 2019 | The Valley Metal Blade Records              | DE27 (1 Wo.)DE | AT36 (1 Wo.)AT | CH46 (1 Wo.)CH | US143 (1 Wo.)US | Erstveröffentlichung: 29. März 2019                                              |
| 2021 | Kin Metal Blade Records                     | DE36 (1 Wo.)DE | AT59 (1 Wo.)AT | CH63 (1 Wo.)CH | — | Erstveröffentlichung: 29. Oktober 2021                                           |
| 2025 | Hymns in Dissonance Metal Blade Records     | DE28 (1 Wo.)DE | AT17 (1 Wo.)AT | CH59 (1 Wo.)CH | — | Erstveröffentlichung: 7. März 2025                                               |

### Sonstige Veröffentlichungen
- 2011: Recorrupted (EP, Metal Blade Records)
- 2015: Brotherhood of the Blade (Livealbum, Metal Blade Records)
- 2024: Live in the Valley (Livealbum, Metal Blade Records)

### Singles
- 2014: The Saw Is the Law (Metal Blade Records)
- 2014: Mono (Metal Blade Records)
- 2016: Mark of the Blade (Metal Blade Records)
- 2018: Brimstone (Metal Blade Records)

### Musikvideos
- 2008: This Is Exile
- 2008: Possesion
- 2009: Eternal Refuge
- 2010: The Darkest Day of Man
- 2011: Breeding Violence
- 2012: I, Dementia
- 2012: The Possibilities of an Impossible Existence
- 2014: Our Endless War
- 2014: Worship the Digital Age
- 2015: Let Me Burn
- 2016: Elitist Ones
- 2016: Bring Me Home
- 2019: When a Demon Defiles a Witch
- 2019: Hickory Creek
- 2021: A Bloodsoaked Symphony
- 2022: Anticure
- 2023: I Will Find You
- 2023: Without You / Without Us
- 2024: A Visceral Retch
- 2025: Hymns In Dissonance